# 笛田 (鎌倉市)
笛田（ふえだ）は神奈川県鎌倉市深沢地域にある大字。現行行政地名は笛田一丁目から笛田六丁目と大字笛田。住居表示は一丁目から六丁目は実施済み区域、大字笛田は未実施区域。
地名の由来は不詳である。『吾妻鏡』では笛田を含めた高徳院の付近を「深沢里」と記している。初出は『小田原衆所領役帳』で「百廿八貫六百文 東郡笛田」と記されている。『新編相模国風土記稿』によると深沢庄津村郷に属していた。鎌倉時代から深沢郷は南北に分かれており、笛田は南深沢に属していた。

## 歴史
江戸時代初期には天領であったが、後に井上、牧野の両旗本領および下野国烏山藩領となり、幕末に再び天領となった。
明治22年（1889年）4月の町村制施行により、当村と梶原、上町屋、手広、寺分、常盤、山崎の7カ村が合併して深沢村が誕生し、笛田は字名となった。
昭和23年（1948年）1月，深沢村が鎌倉市と合併した際に鎌倉市の大字となる。笛田の南西部の丘陵地は鎌倉山と呼ばれるようになる。昭和60年（1985年）8月5日の住居表示変更で、笛田の一部が鎌倉山に組み込まれた。平成12年（2000年）5月8日の住居表示により、笛田一-六丁目となった。

## 地価
住宅地の地価は、2023年（令和5年）1月1日の公示地価によれば、笛田4-8-12の地点で14万9000円/m2となっている。

## 世帯数と人口
2023年（令和5年）9月1日現在（鎌倉市発表）の世帯数と人口は以下の通りである。なお、大字の人口は0人の為、省略とする。
| 丁目       | 世帯数    | 人口    |
| ---------- | --------- | ------- |
| 笛田一丁目 | 182世帯   | 416人   |
| 笛田二丁目 | 398世帯   | 964人   |
| 笛田三丁目 | 854世帯   | 1,958人 |
| 笛田四丁目 | 343世帯   | 810人   |
| 笛田五丁目 | 609世帯   | 1,525人 |
| 笛田六丁目 | 185世帯   | 456人   |
| 計         | 2,571世帯 | 6,129人 |

### 人口の変遷
国勢調査による人口の推移。
| 年                 | 人口  |
| ------------------ | ----- |
| 1995年（平成7年）  | 6,090 |
| 2000年（平成12年） | 5,813 |
| 2005年（平成17年） | 5,910 |
| 2010年（平成22年） | 6,166 |
| 2015年（平成27年） | 6,137 |
| 2020年（令和2年）  | 6,181 |

### 世帯数の変遷
国勢調査による世帯数の推移。
| 年                 | 世帯数 |
| ------------------ | ------ |
| 1995年（平成7年）  | 2,182  |
| 2000年（平成12年） | 2,225  |
| 2005年（平成17年） | 2,326  |
| 2010年（平成22年） | 2,514  |
| 2015年（平成27年） | 2,511  |
| 2020年（令和2年）  | 2,546  |

## 学区
市立小・中学校に通う場合、学区は以下の通りとなる（2017年7月時点）。
| 丁目       | 番地             | 小学校                 | 中学校             |
| ---------- | ---------------- | ---------------------- | ------------------ |
| 笛田一丁目 | 全域             | 鎌倉市立深沢小学校     | 鎌倉市立深沢中学校 |
| 笛田二丁目 | 全域             | 鎌倉市立深沢小学校     | 鎌倉市立深沢中学校 |
| 笛田三丁目 | 全域             | 鎌倉市立深沢小学校     | 鎌倉市立深沢中学校 |
| 笛田四丁目 | 全域             | 鎌倉市立深沢小学校     | 鎌倉市立深沢中学校 |
| 笛田五丁目 | 全域             | 鎌倉市立深沢小学校     | 鎌倉市立深沢中学校 |
| 笛田六丁目 | 1～13番 17～21番 | 鎌倉市立深沢小学校     | 鎌倉市立深沢中学校 |
| 笛田六丁目 | 14～16番         | 鎌倉市立稲村ケ崎小学校 | 鎌倉市立御成中学校 |

## 事業所
2021年（令和3年）現在の経済センサス調査による事業所数と従業員数は以下の通りである。
| 丁目       | 事業所数  | 従業員数 |
| ---------- | --------- | -------- |
| 笛田一丁目 | 49事業所  | 852人    |
| 笛田二丁目 | 35事業所  | 591人    |
| 笛田三丁目 | 50事業所  | 372人    |
| 笛田四丁目 | 17事業所  | 156人    |
| 笛田五丁目 | 40事業所  | 146人    |
| 笛田六丁目 | 14事業所  | 60人     |
| 計         | 205事業所 | 2,177人  |

### 事業者数の変遷
経済センサスによる事業所数の推移。
| 年                 | 事業者数 |
| ------------------ | -------- |
| 2016年（平成28年） | 192      |
| 2021年（令和3年）  | 205      |

### 従業員数の変遷
経済センサスによる従業員数の推移。
| 年                 | 従業員数 |
| ------------------ | -------- |
| 2016年（平成28年） | 2,152    |
| 2021年（令和3年）  | 2,177    |

## 事件・事故
2021年3月27日午前4時5分頃、笛田1の路上で横浜市瀬谷区の18歳の男性が刃物で背中などを複数回刺され、約1時間半後に搬送先の病院で死亡が確認された。刺された男性は友人の男性と県道沿いの歩道を2人で歩いていたところ大音量の音楽を流す車に「うるさい」と注意し、降りてきた3人と口論になった。県警は目撃者の話から刺したのは男3人とみている。

## 施設

### 寺社・旧跡
- 仏行寺
- 三嶋神社

### その他
- 鎌倉手広郵便局
- たまや 鎌倉手広店
- 笛田公園

## その他

### 日本郵便
- 郵便番号 : 248-0027[3]（集配局 : 鎌倉郵便局[19]）。